# Castello di Průhonice
Il castello di Průhonice (in ceco Zámek Průhonice) si trova nell'omonimo comune del Distretto di Praha-západ, Boemia Centrale in Repubblica Ceca. Il castello, risalente al XI secolo, col suo parco costituisce un complesso di assoluto interesse nel Paese. 

## Storia

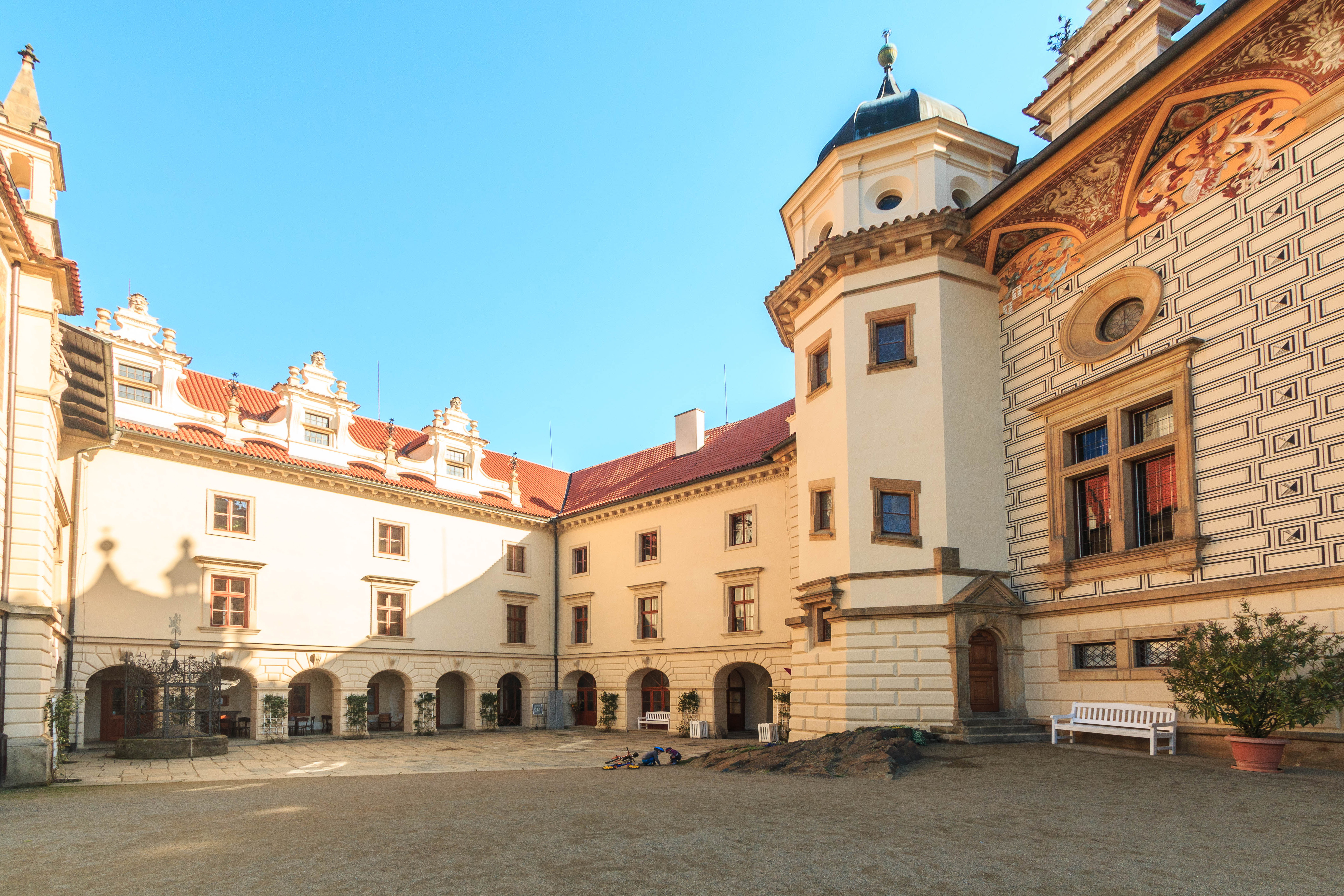
Cortile interno

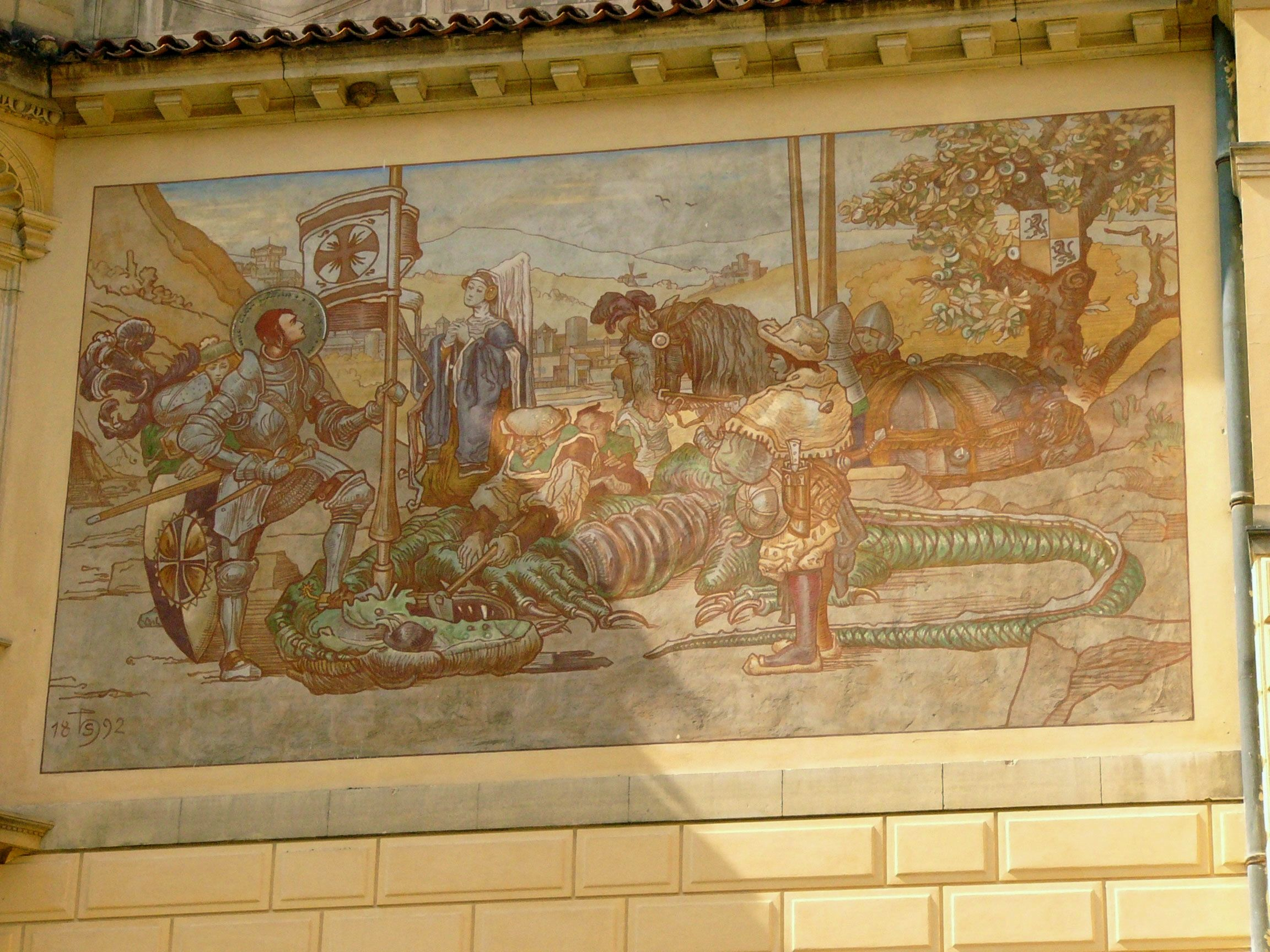
Affresco sulla perete esterna del cortile raffigurante San Giorgio che uccide il drago

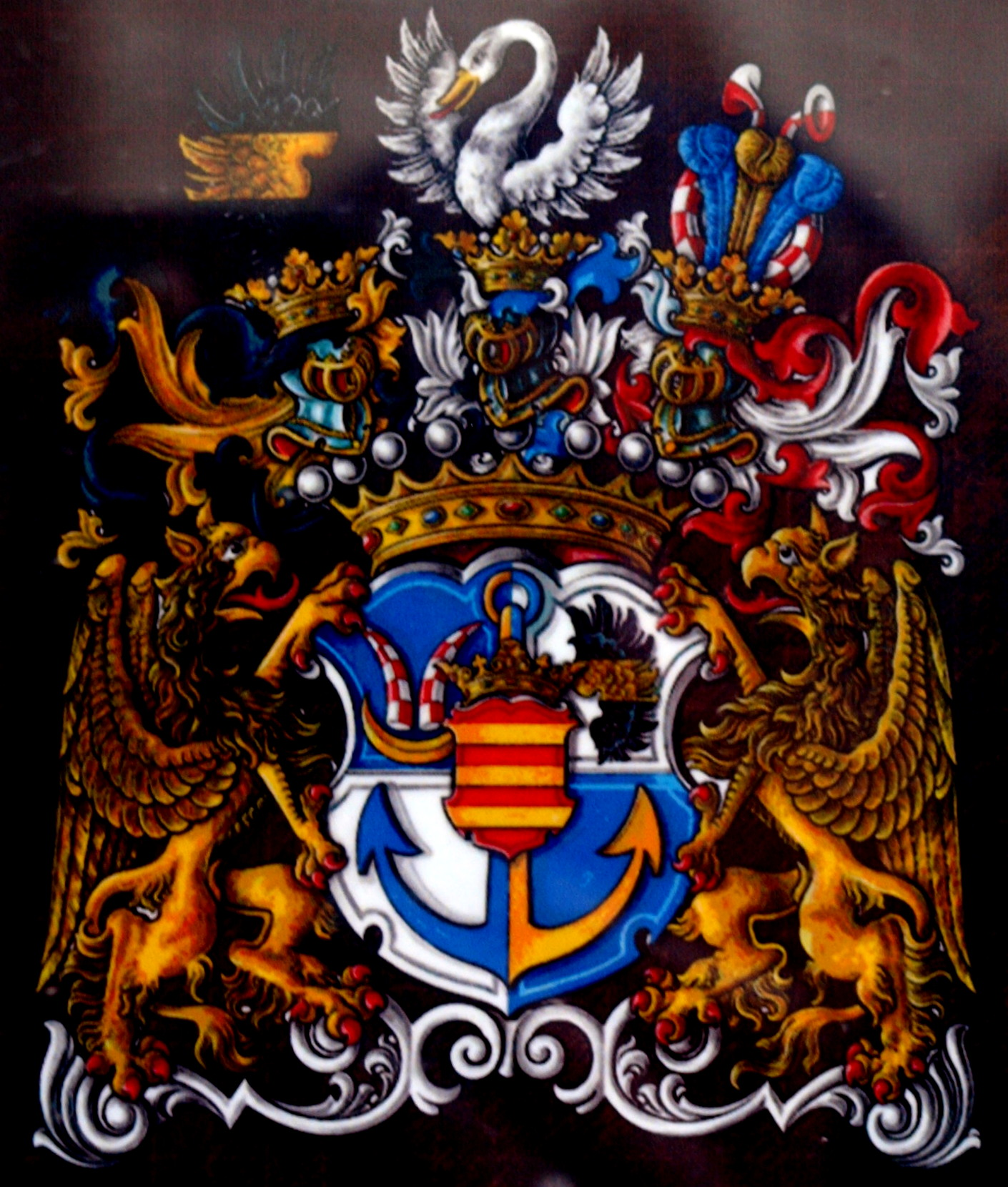
Stemma della famiglia Nostic-Rýnek di Průhonice

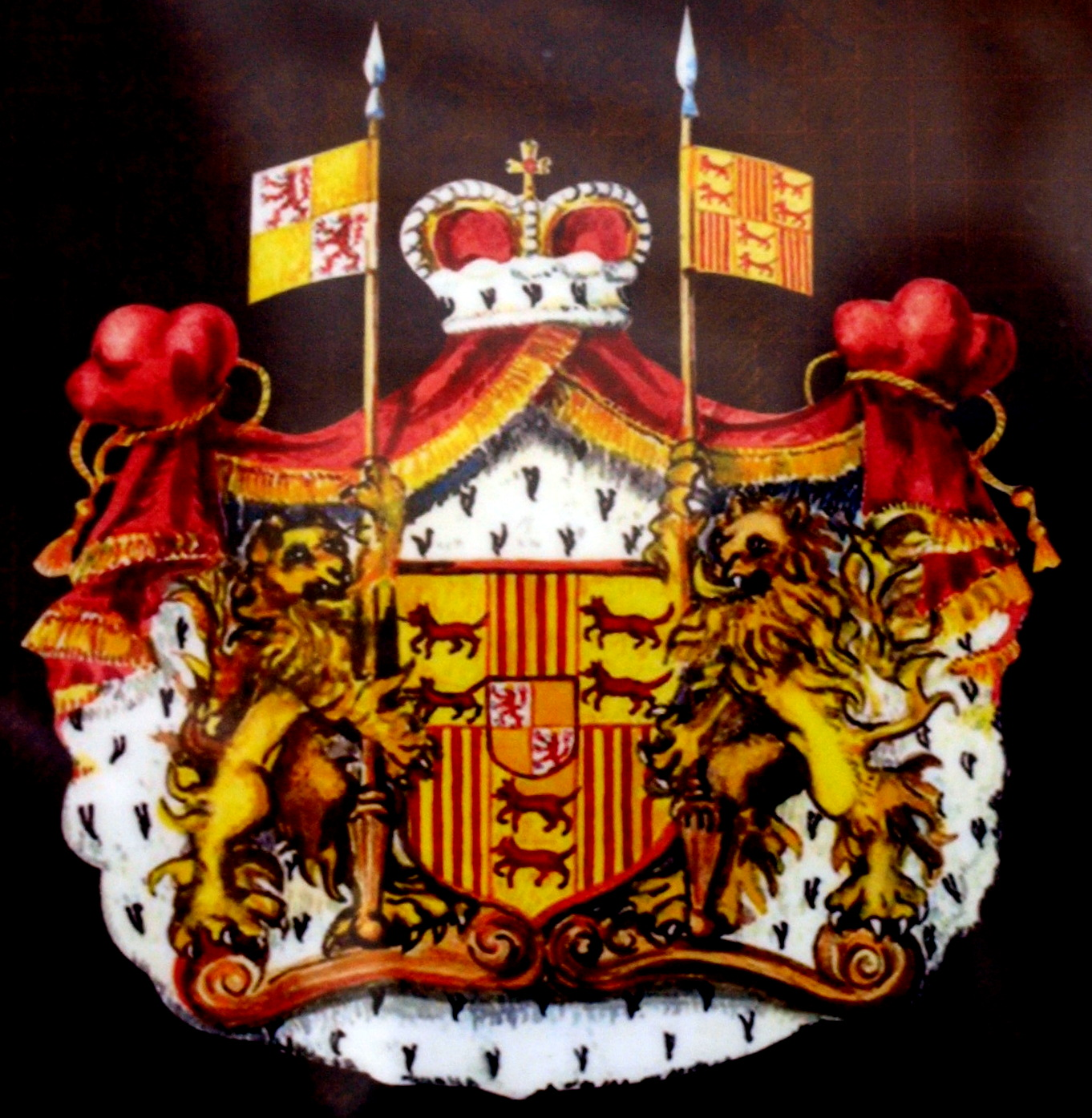
Stemma della famiglia Silva-Tarouca di Průhonice

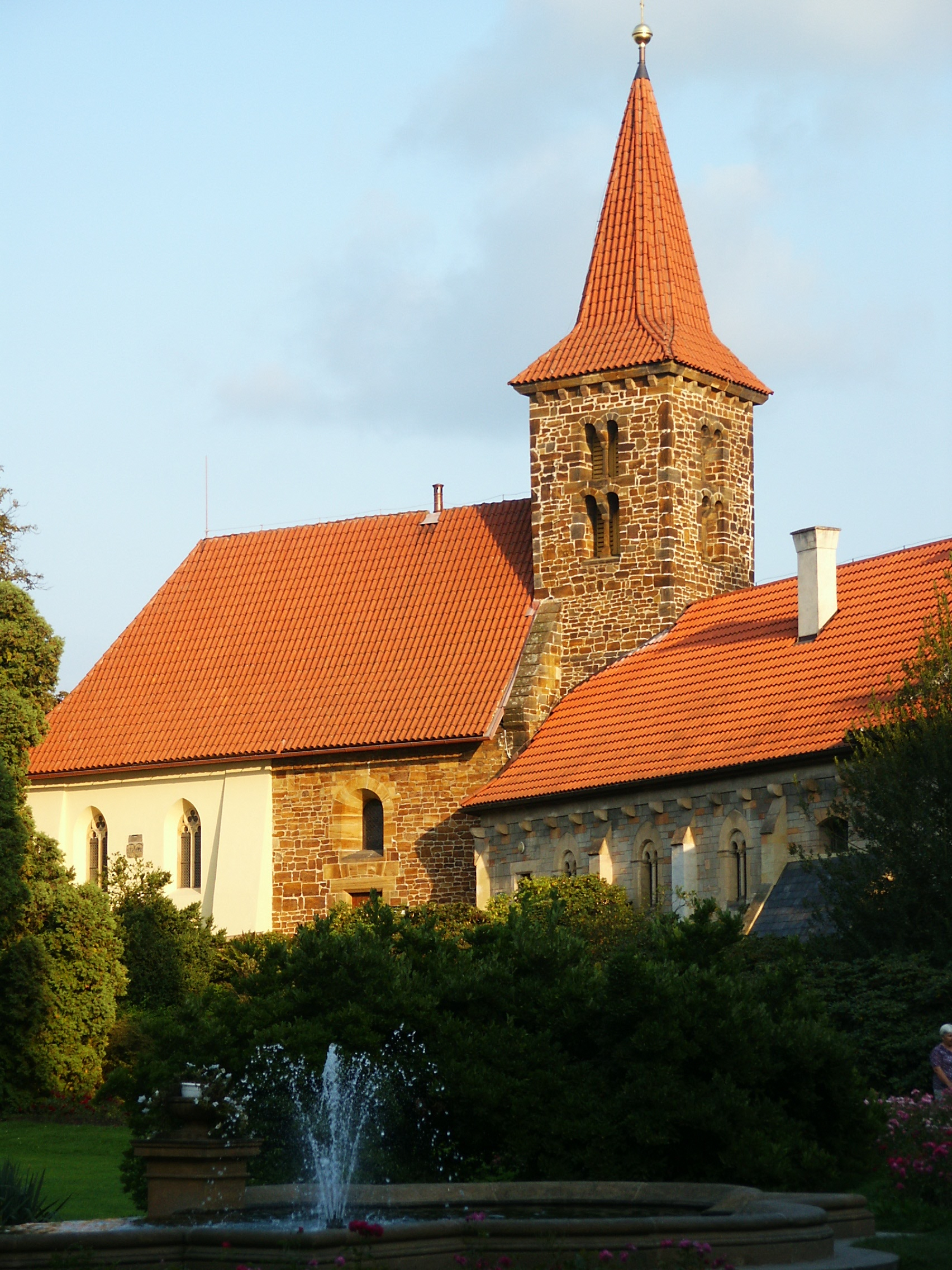
Chiesa della Natività della Vergine Maria

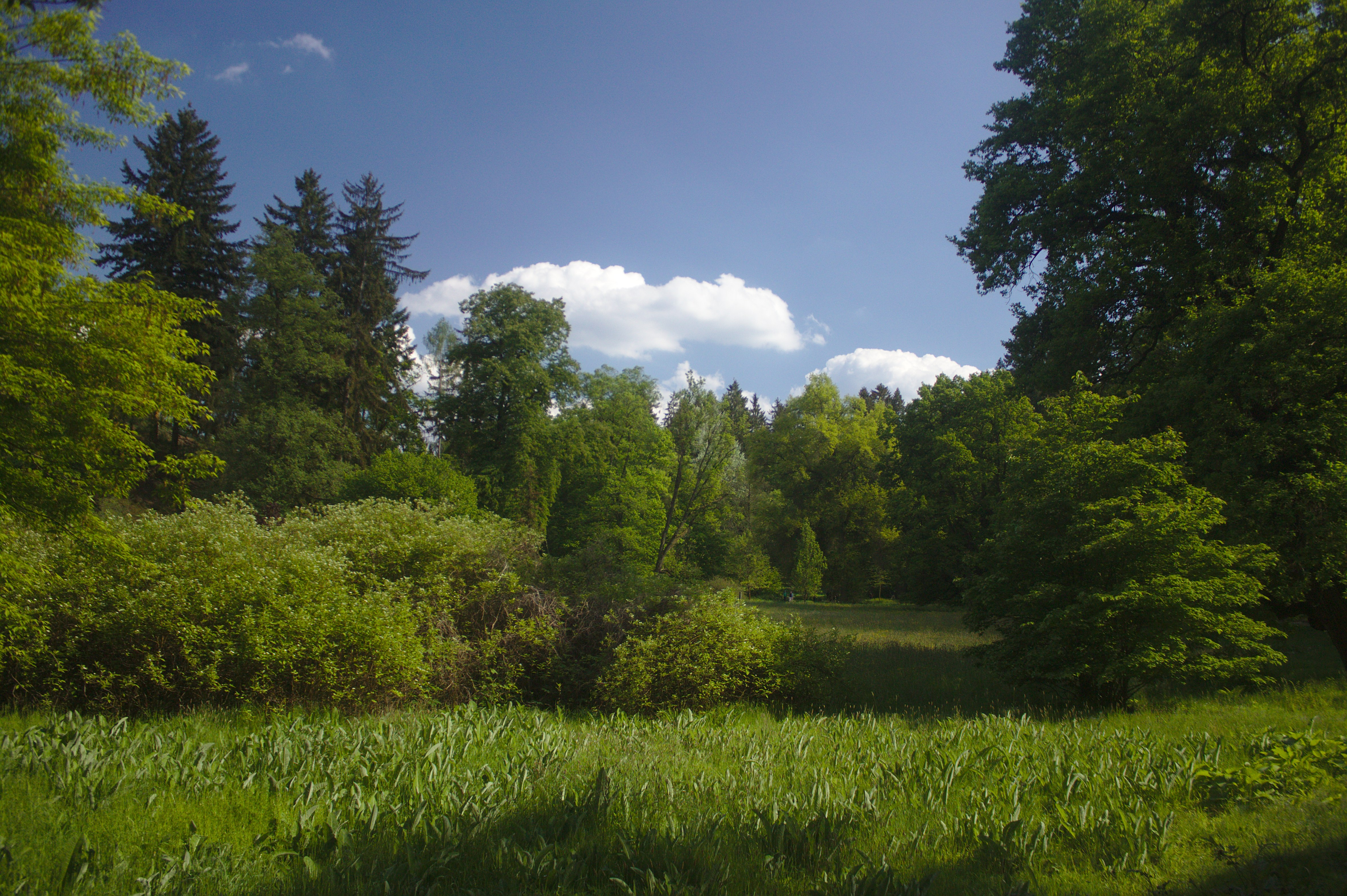
Parco del castello, scorcio

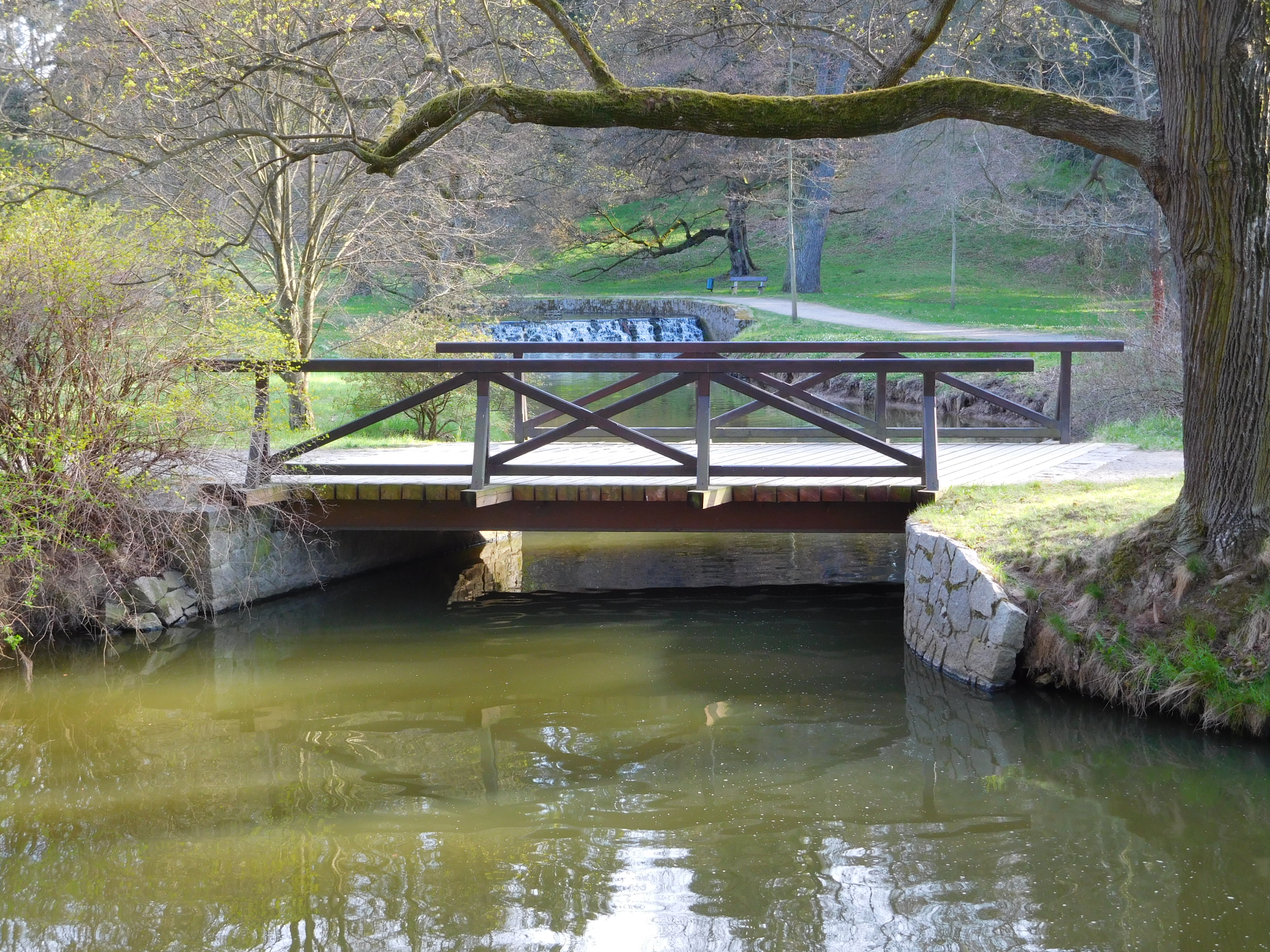
Parco del castello, un ponticello

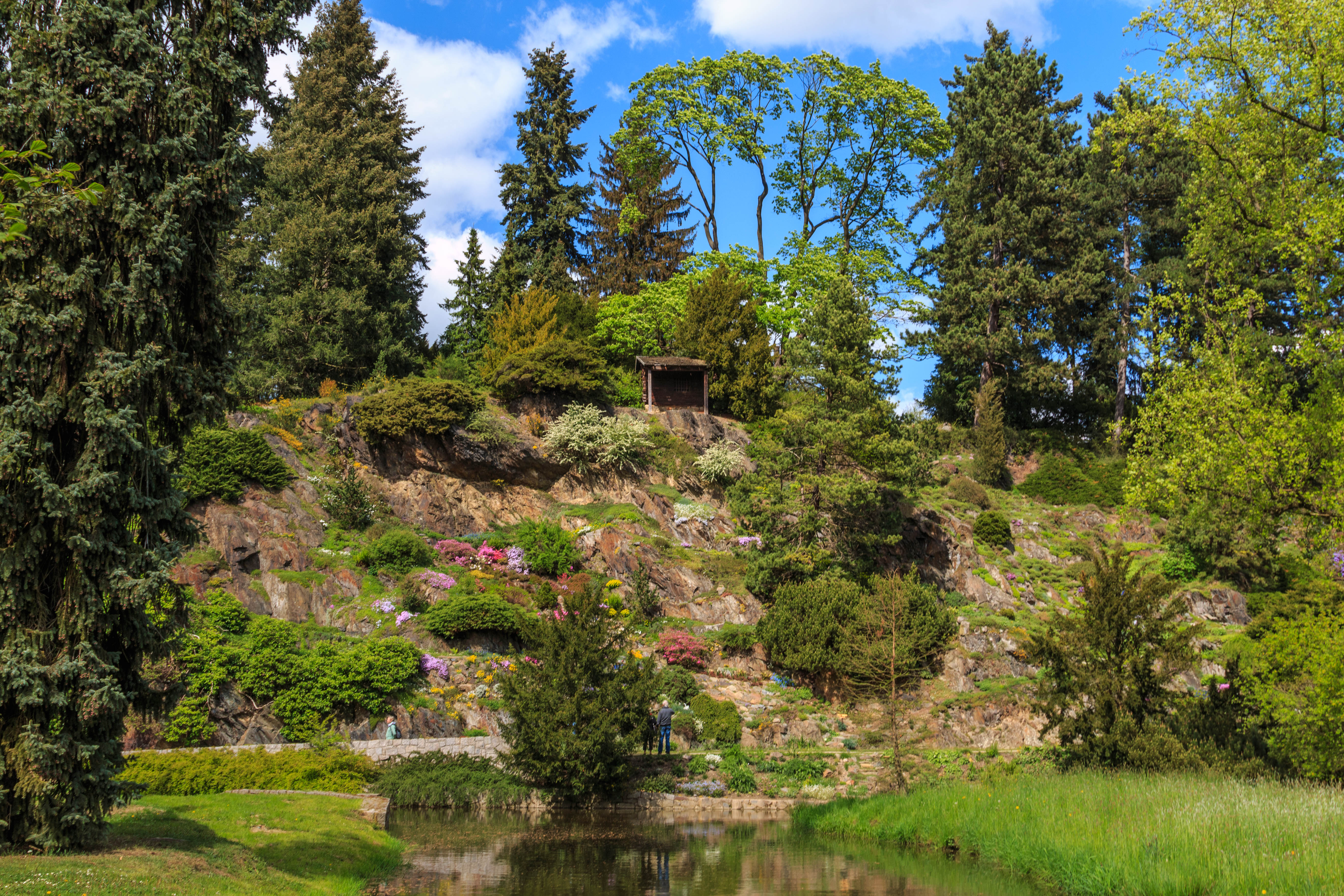
Parco del castello, giardino alpino

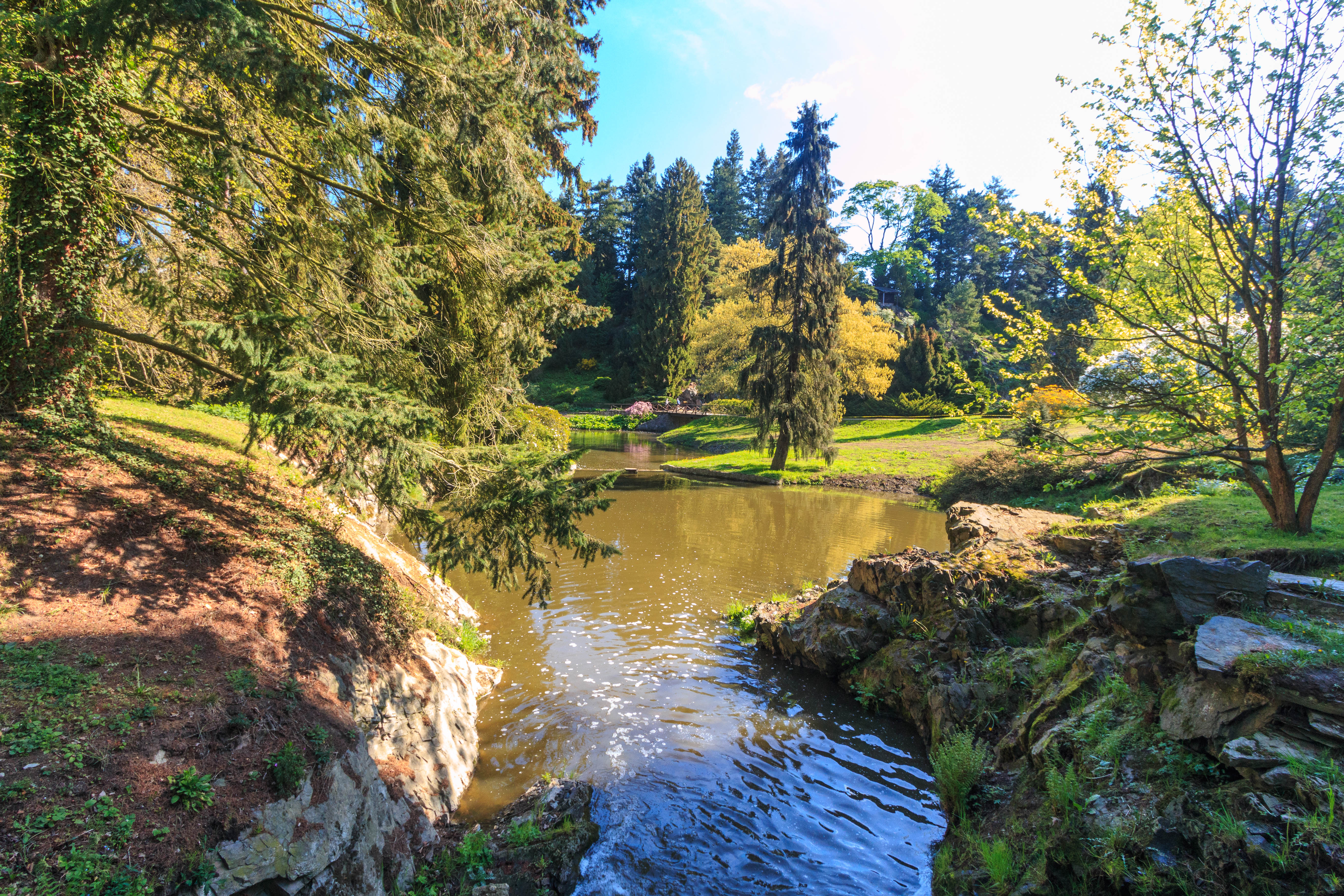
Parco del castello, laghetto

Probabilmente il maniero sorgeva in questi luoghi già alla fine del XII secolo, ciò è testimoniato dall'esistenza di una chiesa consacrata nel 1187 e da reperti rinvenuti sul sito. I costruttori della fortezza vicina furono i signori di Říčany all'inizio del XIV secolo. In quel momento la pianta del palazzo era circondata da un fossato che conduceva proprio di fronte alla chiesa romanica. Importanti cambiamenti strutturali furono realizzati nel XV secolo sotto i Dubečský di Dubče e nel XVI secolo quando gli Zápští z Zap trasformarono la fortezza gotica in un castello rinascimentale a quattro ali con un cortile rettangolare chiuso. Nel XVII e XVIII secolo la dimora cambiò spesso proprietario. Solo nel 1802 il conte Jan Nostic-Rhinecku restaurò il castello dandogli le forme neoclassiche. Tuttavia l'edificio conservò questa forma per meno di cento anni, e alla fine del XIX secolo, precisamente nell'anno 1885, quando per matrimonio la proprietà entrò in possesso del conte Silva-Tarouca, fu ricostruito da Jiří Stibral in stile neorinascimentale. Al progetto presero parte anche gli artisti Celda Klouček e Hanuš Schwaiger. Questa modifica divenne importantissima per il sito modificandone l'aspetto classicista uniforme e ne cambiò la pianta originariamente a quattro ali in una a tre ali. Il castello si aprì allo spazio esterno, poi venne aggiunta un'altra ala di due piani, collegata all'angolo sud-orientale della struttura originaria e adiacente alla facciata occidentale della chiesa. Con questa modifica il luogo di culto medievale entrò a far pienamente parte del complesso del castello. Negli anni successivi l'intera area venne progressivamente ampliata e venne realizzato il parco. Alla sua progettazione parteciparono l'architetto paesaggista František Josef Thomayer e il dendrologo Camillo Karl Schneider. Il parco prese la sua forma definitiva prima della prima guerra mondiale. Il parco paesaggistico naturale aggiunse fama al complesso di Próhonice grazie alla grande varietà di alberi autoctoni ed esotici, prati, arbusti rari, giardini rocciosi e specchi d'acqua. Gli edifici romantici del parco furono costruiti a cavallo tra il XIX e il XX secolo o trasferiti qui dall'Esposizione etnografica cecoslovacca del 1895. La sua gestione risultò presto così impegnativa dal punto di vista finanziario che il conte la vendette allo Stato nel 1927. Dalla seconda metà del XX secolo il castello è la sede dell'Istituto Botanico dell'Accademia delle Scienze della Repubblica Ceca, che lo rende accessibile al pubblico.

## Descrizione
Il nucleo centrale dell'area è la fortezza originariamente gotica che fu ampliata nel rinascimento. Jiří Stibral negli anni tra il 1889 e il 1894 diede al complesso la forma neorinascimentale che ci è pervenuta. Gran parte della superficie è occupata da un ampio parco con alberi rari di interesse paesaggistico e botanico. La residenza nobiliare si trova nella parte meridionale e sud-occidentale di Průhonice, e con un piccolo confine a est confina con il territorio catastale di Dobřejovice a Praga-Est. L'edificio del castello si trova a sud della strada principale di Próhonice. Il complesso è formato dal castello, che in realtà è composto da due parti, dalla chiesa medievale della Natività della Vergine Maria, dagli edifici economici e operativi al confine nord-occidentale del complesso, dal corpo di guardia sul lato nord-orientale e dal grande parco, che si sviluppa attorno al ruscello Botič, su un'area di circa 250 ettari. L'area è delimitata da una cinta muraria di varia epoca con ingresso principale attraverso una massiccia porta nella parte nord-orientale. La residenza nobiliare è un complesso insieme di edifici di epoche diverse, costituiti da un castello vecchio e da uno nuovo.
- Castello Vecchio, di grandi dimensioni, è un edificio a tre ali con torre che si erge sulla punta di un promontorio, aperto sul parco del castello. Costruito fin dal medioevo, il maniero ricevette la sua forma definitiva alla fine del XIX secolo, quando fu notevolmente modificato in stile neorinascimentale. Il palazzo romanico, che sorgeva nei pressi della chiesa attestata alla fine del XII secolo, era probabilmente ligneo. L'edificio in mattoni qui si sviluppò gradualmente e probabilmente al più tardi all'inizio del XV secolo si può parlare di una fortezza medievale, che consisteva in un nucleo allungato del palazzo fortificato con un cortile al posto dell'odierno Castello Vecchio. Questa fortezza crebbe gradualmente e la sua muratura è ancora leggibile nell'odierna struttura del castello. Un drastico cambiamento di disposizione avvenne nel XVI secolo, quando quattro ali del castello circondarono il cortile chiuso. Le modifiche dei secoli XVII e XVIII furono più di carattere pratico e in gran parte focalizzate su cambiamenti della sede per scopi economici. Fu solo nel XIX secolo che l'edificio assunse le caratteristiche recenti. Dapprima i conti Nostic-Rhineck iniziarono a modificare la vecchia residenza e infine la sua forma fu decisa dal conte Arnošt Silva-Tarouca. L'edificio a tre ali, due piani e con pianta irregolare è aperto a sud verso il parco del castello. L'elemento dominante è la romantica torre prismatica a sei piani davanti all'ala ovest, rifinita da un alto tetto cesellato ed enfatizzata negli angoli da un bovindo e da una scala a chiocciola. Le facciate sono decorate a bugnato in stucco con bugnature angolari scanalate. Le ali del castello sono divise da timpani e solai rivolti principalmente a sud, verso il parco. Le ali sono rifinite con tetti a due falde. Le ali del cortile sono articolate e decorate con listelli bugnati, pitture murali di Hanus Schweiger, quella di maggior interesse raffigura San Giorgio che uccide il drago, poi vi sono lunette con statue e portici al piano terra e su tutti i piani dell'angolo occidentale.[5]
- Castello Nuovo, di minori dimensioni, è stato ricavato durante la ristrutturazione nel XIX secolo dalla vecchia birreria del castello. L'ala longitudinale, per lo più ad un piano, si collega alla parte orientale del Castello Vecchio e lo unisce alla chiesa romanica della Natività della Vergine Maria. A causa della vicinanza del Castello Nuovo e della chiesa dell'Assunzione della Vergine Maria, è possibile che le ricerche archeologiche rivelino in questi luoghi resti di edifici romanici, forse in legno. Risulta sicuro che dal XVII secolo qui furono costruiti gli edifici agricoli, che furono unificati dalla ricostruzione di Jiří Stibral alla fine del XIX secolo. L'edificio in mattoni composto da tre lotti disuguali in stile neorinascimentale. I singoli lotti sono separati tra loro da muri a timpano. Le facciate sono decorate con graffiti, blocchi di arenaria e un attico sopra la sezione centrale. L'edificio è coperto da alti tetti a due falde. La parte occidentale è più ampia, decorata sul lato nord da riquadri e fregio arabesco sottogronda.[6]
- Chiesa della Natività della Vergine Maria. Nel nucleo, la chiesa romanica con pitture murali del XIV secolo si collega con il Castello Nuovo con la facciata occidentale e la torre, formando così un complesso strutturalmente integrato con la residenza nobiliare. Oltre alle fasi romanica e gotica sono evidenti anche tracce del barocco e della fine dell'Ottocento. La chiesa romanica, di cui si conserva la parte occidentale dell'edificio con la torre, fu edificata alla fine del XII secolo, come indica un'iscrizione all'interno dell'edificio, rinvenuta durante la ricostruzione dell'edificio in corrispondenza del fine del XIX secolo. L'ampliamento della chiesa avvenne dopo il 1300 e a questo periodo risale il presbiterio. Successivamente venne arricchita di pitture murali e in epoca barocca la navata fu dotata di un soffitto a volta. Nel XIX secolo, contemporaneamente al vasto restauro del castello, fu costruito un nuovo portico ovest e fu aggiunta una sagrestia. La sala è ad una sola navata con campanile prismatico ad ovest e presbiterio rettangolare nella larghezza della navata. Adiacente al lato sud si trova una piccola sagrestia. Le facciate della navata sono lisce, il collegamento del presbiterio minore è sottolineato da un massiccio contrafforte. La navata e la torre sono realizzate in blocchi di arenaria non intonacati. L'interno della chiesa è decorato da un ampio ciclo di pitture murali del secondo terzo del XIV secolo. Qui sono raffigurate l'Annunciazione della Vergine Maria, la Vergine Maria in trono con il Bambino Gesù, la composizione della Morte della Vergine Maria, poi il Cristo addolorato, il San Cristoforo e numerosi altri.[7]
- Parco paesaggistico, costruito a partire dal 1885 e ultimato attorno al 1917 da Arnošt Emanuel Silva-Tarouca, in collaborazione con František Thomayer e Camillo Schneider. In origine era un parco all'inglese con una gloriette panoramica. L'area rimase in questa forma fino alla fine del XIX secolo quando il proprietario del castello divenne Arnošt Emanuel Silva-Tarouca, che acquistò grandi appezzamenti di terreno e nel 1917, con l'aiuto dell'architetto paesaggista František Josef Thomayer e del dendrologo Camillo Schneider, costruì un parco paesaggistico naturale con alberi esclusivi sul 250 ettari. L'ampia opera era originariamente un parco e una riserva naturale e si estende a sud e ad est del castello. Comprende 40 km di strade e l'asse principale è determinato dai corsi d'acqua dalla punta nord-orientale. A nord-est si trova lo stagno Bořín, più a ovest lo stagno Lobeška con il ruscello Jesenický col ruscello Dobřejovicický. Questi specchi d'acqua, che si sviluppano in modo irregolare attraverso l'intera area, sono completati da isole, cascate e piccoli anfratti, che arrivano sin sotto il castello nello stagno Podzámecký, rivolto direttamente verso la facciata meridionale. L'intero terreno è leggermente ondulato. Per la collezione botanica è stato utilizzato un paesaggio diversificato con diversi microclimi come pendii vallivi, aree aride su pendii ripidi e rocciosi, adatti all'insediamento del giardino alpino probabilmente più ricco dell'Europa centrale. Nel parco si trovano quasi 2.000 piante legnose e perenni autoctone e straniere. Tra gli alberi predominano le specie a foglia come querce, malvarose, caprifogli e rododendri. Sono inoltre presenti pini, cipressi e ginepri.[8][9]
- Cappella della Vergine Maria. Edificio neoromanico a pianta rettangolare con abside arretrata e campanile a vela sopra l'ingresso, terminato con tetto a capanna. Le facciate lisce sono interrotte da finestre a grappolo e cornicioni spezzati.[10]

### Monumento culturale della Repubblica Ceca
La tutela dei monumenti della Repubblica Ceca considera il complesso del castello di Průhonice col suo parco e tutti gli edifici compresi un monumento culturale nazionale tutelato col numero di catalogo 1000145390.